# Xenix

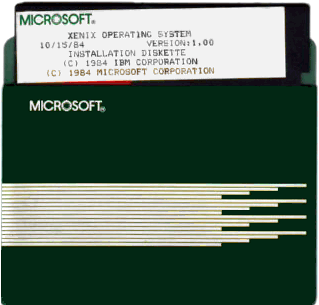
Дискета 5,25" установки Microsoft Xenix 1.00

Xenix — Unix-подобная операционная система, лицензия на которую была приобретена фирмой Microsoft у AT&T в конце 1970-х. Первые версии работали на мини-компьютерах DEC PDP-7, затем была введена возможность работы на плафторме Intel 80386. Santa Cruz Operation (SCO) приобрела эксклюзивные права на Xenix и с некоторого момента стала распространять систему как SCO UNIX.

## История
Microsoft приобрела лицензию на Version 7 Unix у AT&T в 1979 году. 25 августа 1980 года было объявлено, что компания адаптирует эту систему для 16-разрядных микрокомпьютеров.
Xenix отличалась от оригинальной 7-й редакции Unix элементами, привнесёнными из BSD.
Microsoft не продавала Xenix непосредственно конечным пользователям, вместо этого она лицензировала систему поставщикам компьютеров, таким как Intel, Tandy, Altos и SCO, которые портировали её на свои архитектуры. В оригинале Microsoft Xenix работала на мини-компьютере DEC PDP-11.